# デービス海
デービス海（英語: Davis Sea）は、南極海の海域のひとつ。南極大陸東部（東南極）にあり、シャクルトン棚氷の西、ウエスト棚氷の東に位置する。
インド洋の方向にあたり、東経90度線が通過する。
1911年から1914年にかけて、この海域を探検したオーストラリアの探検家ダグラス・モーソンが、探検隊の副長で調査船オーロラの船長でもあったJ.K.デービス（J.K. Davis）にちなんで命名している。